# Парасистолия
Парасистолия — одна из разновидностей аритмии, вызванная наличием и функционированием вторичного пейсмейкера в сердце, который работает параллельно с водителем ритма сердца. Парасистолические ритмы защищены от деполяризации водителем ритма сердца, так сказать, «блоком входа». Этот блок может быть полноценным и неполноценным.
Парасистолические ритмы могут исходить и из предсердия, и из желудочка. Предсердной парасистолии характерны комплексы QRS.
На 10000 ЭКГ-исследований встречается у 10-15 пациентов.
Как описано в литературе, есть две формы желудочковых парасистолей: фиксированная и модулируемая. Фиксированная предсердная парасистолия появляется, когда эктопические пейсмейкеры защищены блоком входа, хотя ее активность совершенно не зависит от активности синусных ритмов. Следовательно, эктопические пейсмейкеры будут срабатывать с фиксированной скоростью.
Таким образом, на ЭКГ предэкстрасистолические интервалы эктопических ритмов отчетливо будут блуждать по основному циклу синусового ритма. Соответственно, посредством обычной кардиографии можно будет выяснить фиксированная ли форма у парасистолии по:
- присутствию различных предэкстрасистолических интервалов очевидных эктопических систол;
- межэкгопическим интервалам, кратным общему знаменателю;
- сливным сокращениям.

Согласно гипотезе о модулированной парасистолии, у водителя ритма будет постоянная частота, только если блок входа полноценный, но при условии что есть пути выхода для возникновения эктопической активности, тогда становится ясно, что между двумя тканями должна быть стабильная ионная связь, а не полная изоляция. Если все-таки есть электрическая связь, тогда деполяризация у окружения желудочка может повлиять на эктопический пейсмейкер. Такое влияние будет электротоническим; деполяризация окружающей области будет вызывать частичную деполяризацию клеток пейсмейкера. Следовательно, соответствующий диагноз модулированной парасистоли ставится на основе построения «фазовой характеристики» в качестве теоретического доказательства изменения длины цикла эктопического пейсмейкера электротонической активностью, сгенерированной сунусовыми разрядами в области защиты. В этом случае по времени прибытия элетротонического стимула можно будет судить о задержке или движении последующей активности пейсмейкера. Таким образом, интервалы сцепления между манифестным эктопическим и синусовым разрядами будут либо фиксированными, либо переменными, в зависимости от отношений длины цикла между двумя пейсмейкерами.
Клинические проявления парасистолии у больных зависят от частоты проявления и продолжительности. У пациентов без патологий сердца редкая парасистолия обычно протекает безсимптомно или малосимптомно. В 15% случаев наличие парасистолии у пациентов с заболеваниями сердца приводит к летальному исходу в течение года.